# Entalinopsis habutae
Entalinopsis habutae är en blötdjursart som först beskrevs av Kuroda och Akio Kikuchi 1933.  Entalinopsis habutae ingår i släktet Entalinopsis och familjen Entalinidae. Inga underarter finns listade i Catalogue of Life.